# Alexandresaurus camacan
Alexandresaurus camacan är en ödleart som beskrevs av  Rodrigues, Pellegrino, Dixo, Verdade, Pavan ARGOLO och SITES 2007. Alexandresaurus camacan är ensam i släktet Alexandresaurus som ingår i familjen Gymnophthalmidae. Inga underarter finns listade i Catalogue of Life.
Arten är med en genomsnittlig vikt av 2,8 g en medelstor medlem av familjen. Typisk är den långa svansen. Den kan inte tappas. Honor och hannar har olika kroppsfärger.
Denna ödla förekommer i östra Brasilien i delstaten Bahia. Den vistas i olika skogar och gömmer sig i lövskiktet. Honor lägger ägg.
IUCN arten på grund av den begränsade utbredningen som nära hotad (NT).